# Caffè Nero
Caffè Nero je britský řetězec kaváren, který založil v Londýně v roce 1997 Gerry Ford.

## Historie
Společnost založil v roce 1997 kavárník Gerry Ford. Společnost vznikla spojením pěti londýnských kaváren a zapojením investorů. Konglomerát kaváren si začal vyrábět vlastní značku kávy nazvanou Classico, kterou dnes nabízí vedle speciálních druhů kávy všechny pobočky. V roce 2013 ji spotřebitelský časopis Watch? zařadil mezi pět nejvíce rostoucích značek na světě. V roce 2024 provozovala společnost přes 1000 kaváren v 11 zemích: Velké Británii, Irsku, Švédsku, Polsku, na Kypru, v Turecku, ve Spojených arabských emirátech a v USA. Některé pobočky, např. na letišti Stansted v Londýně, jsou otevřeny nonstop. Podíl ve společnosti mají dvě firmy, Nero Group Holdings Ltd a lucemburská firma Rome Intermediate Holdings Sarl, kterou vlastní Ford.

## Kontroverze
Společnost byla kvůli svému extenzivnímu rozvoji mnohokrát podezírána z krácení daní, případně z překotného otevírání poboček bez patřičných povolení.